# El Papayo (Castilla)
El Papayo es un pueblo peruano ubicado en el distrito de Castilla, perteneciente a la provincia y departamento de Piura, al norte del Perú. 

## Ubicación
El Papayo se ubica al oeste de la provincia de Piura, en el distrito de Castilla, en el departamento de Piura.

## Demografía
En 2017 El Papayo tenía una población de 1205 habitantes.
| Gráfica de evolución demográfica de El Papayo entre 1993 y 2017 |
|                                                                 |
| Fuentes: Población 1993 y 2017                                  |